# Лори Нелсън Шпилман
Лори Нелсън Шпилман (на английски: Lori Nelson Spielman) е американска писателка на произведения в жанра драма и съвременен роман.

## Биография и творчество
Лори Нелсън Шпилман е родена на 30 април 1961 г. в Лансинг, Мичиган, САЩ. Тя е четвъртото дете в католическото семейство на Франк и Джоан Нелсън. Получава бакалавърска степен от Централния Мичигански университет и магистърска степен от Мичиганския държавен университет. След дипломирането си работи като логопед и след това като училищен съветник и частен учител преподаващ на умствено или физически болни ученици в домовете им или в болницата. Започва да пише на 48-годишна възраст.
Първият ѝ роман „Списъкът на живота“ е публикуван през 2012 г. След смъртта на майка си, главната героиня Брет очаква да получи наследство, но получава свой стар списък с целите на живота си. Според завещанието тя ще получи наследството само, ако за една година изпълни неосъществените си десет цели. Романът става бестселър издаден над 25 езика по света.
През 2012 г. е диагностицирана с рак на гърдата, но след 2 операции минава в ремисия.
След публикуването на втория ѝ роман „Сладко опрощение“ през 2015 г. се посвещава на писателската си кариера.
Лори Нелсън Шпилман живее със семейството си в Лансинг.

## Произведения

### Самостоятелни романи
- The Life List (2012)
Списъкът на живота, изд. „Книгопис“ (2013), прев. Анелия Янева
- Sweet Forgiveness (2015)
Сладко опрощение, изд. „Книгопис“ (2015), прев. Анелия Янева
- Quote Me (2018)
Заветни думи, изд.: „Егмонт България“, София (2018), прев. Анелия Янева